# 고려사

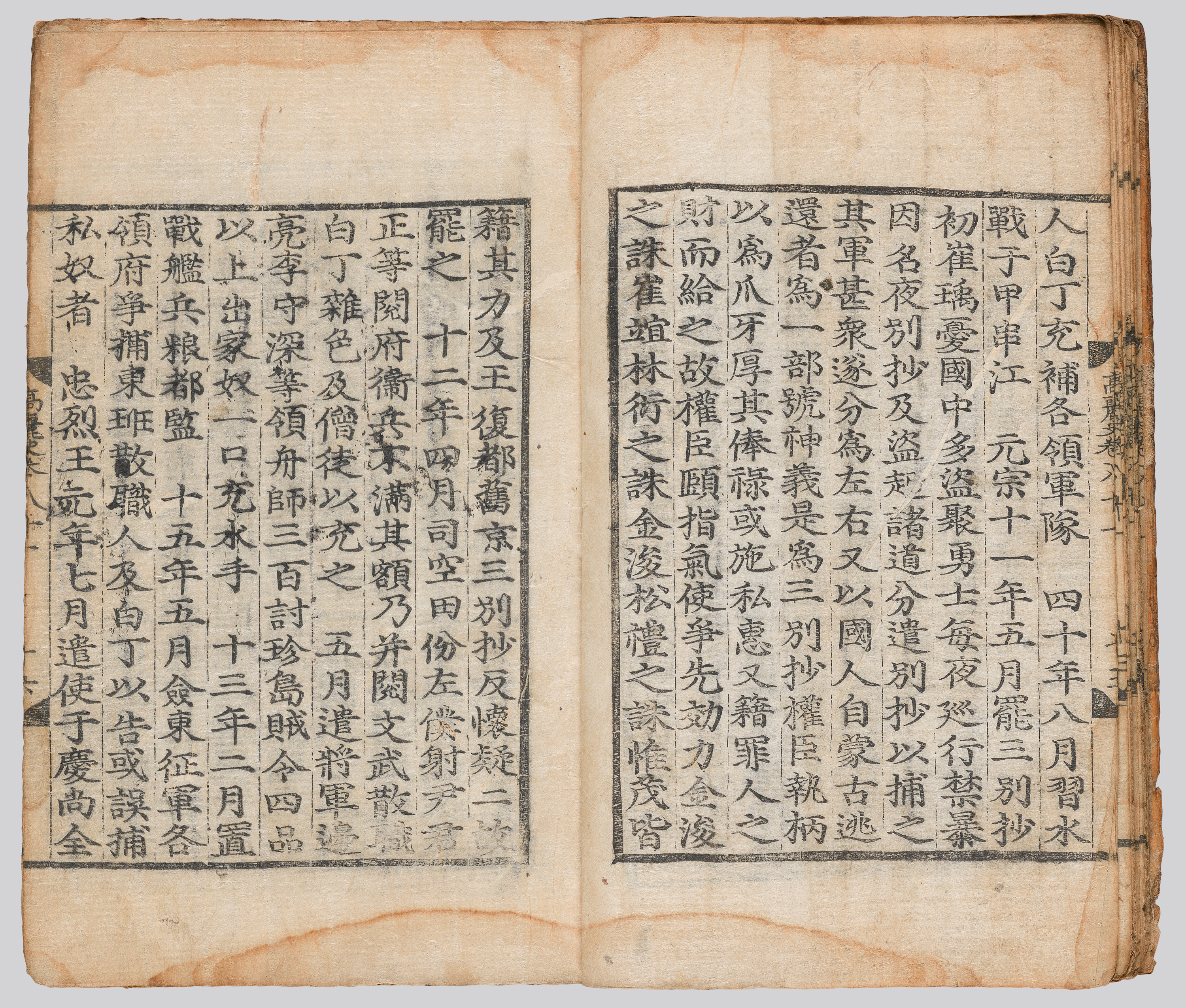
고려사
----국립중앙박물관 소장본

고려사(高麗史)는 조선 전기에 편찬된 고려 왕조의 역사를 저술한 역사서이며 기전체(紀傳體)로 된 고려 왕조의 정사(正史)이다.

## 개요
1392년부터 1451년까지 60여년에 걸쳐 작성과 수정을 반복하여 편찬되었으며, 34명의 국왕이 다스린 474년의 각종 사건과 각 시대별 인물에 대한 내용을 담았으며, 후세에 지침이 될 만한 정치적 근거로서 조선을 건국한 주도 세력인 사대부들의 역사관을 담고 있다. 고려 왕의 기록은 본기(本紀)에 포함하지 않고 세가(世家)에 작성하여 격하하였다.

## 편찬 과정

### 편찬 목적
《고려사》 편찬 작업은 고려 시대의 국왕과 군신들의 행적과 자취를 참고하여 새로운 조선의 통치에 적극적으로 이용하려는 목적에서 만든 것이다. 원래는 편년체로 서술하였으나, 이후 기전체의 서술방식을 채택하였다. 《고려사》는 관찬사서이며, 이후 조선의 역사서 편찬의 모범이 되었다. 또한 조선 건국을 정당화하고 무신정권기로부터 우왕, 창왕 시대의 폐정을 경계하여 교훈을 얻고자 하였다.

### 편찬 및 개수 과정
조선을 건국한 이성계의 명에 따라 1392년(태조 1년) 10월 13일, 정도전, 정총, 박의중, 윤소종에게 명하여 수찬하게 한 것이 처음이다. 1395년(태조 4년)에 고려 태조로부터 마지막 공양왕에 이르기까지 총 37권의 《고려사》를 편찬하였다. 이때 편찬된 책이 《고려국사》인데 현재는 전해지지 않는다.
1414년(태종 14년), 《고려국사》에 공민왕 이후 고려 말기의 일이 잘못 기록된 것을 고치기 위하여 하윤, 남재, 변계량으로 하여금 개수하도록 하였다. 그러나 1416년(태종 16년) 하윤이 죽어 편찬이 중단되었다.
1419년(세종 1년), 세종은 유관과 변계량에게 개수 작업을 할 것을 명하였고, 1423년(세종 5년) 다시 개수하게 하였는데, 《고려실록》에 쓰인 고려 국왕의 묘호와 시호를 그대로 사용할 것과, 정도전의 편향된 시각으로 저술된 부분에 대하여 전면적인 개수를 명하였다.
 
지관사 유관(柳觀)과 동지관사 윤회(尹淮)에게 명하여 《고려사》를 개수(改修)하게 하였다.

(중략)
| “ | 오늘 사필(史筆)을 잡는 자가 이에 성인이 취하고 버리신 본지를 엿보지 못할 바엔 다만 마땅히 사실에 의거하여 바르게 기록하면, 찬미하고 비난할 것이 스스로 나타나서 족히 후세에 전하고 신빙할 수 있을 것이니, 반드시 전대(前代)의 임금을 위하여 그 과실을 엄폐하려고 경솔히 후일에 와서 고쳐서 그 사실을 인멸케 할 것은 없는 것이다. 그 종(宗)을 고쳐서 왕(王)으로 일컬을 것도 사실에 좇아 기록할 것이며, 묘호(廟號)와 시호(諡號)도 그 사실을 인멸하지 말고, 범례(凡例)에 고친 것도 이에 준하여야 할 것이다. (중략) 《고려실록》에 기록되어 있는 천변과 지괴를 정사(正史)에 기록하지 않은 것은, 전례에 의하여 다시 첨가하여 기록하지 말고, 또 그 군왕의 시호는 아울러 실록에 의하여 태조 신성왕 · 혜종 의공왕이라 하고, 묘호와 시호도 그 사실을 인멸하지 말 것이며, 그 태후 · 태자와 관제(官制)도 또한 모름지기 고치지 말고, 오직 대사천하(大赦天下)라고 한 곳에는 천하 두 글자만 뺄것이요, 또한 천하를 경내로 고칠 필요는 없는 것이다. | ” |
라고 하였다.— 《세종실록》 22권,
세종 5년(1423년 명 영락(永樂) 21년) 12월 29일 (병자)

1424년(세종 6년), 윤회가 교정하여 편찬한 《고려사》를 다시 올렸다. 이후에도 신개, 권제 등이 찬술하였고, 이계전, 어효첨에게 교정하도록 하였으며 1449년(세종 31년)에는 춘추관에 전지하여 다시 편찬하도록 하였다. 이때 김종서, 정인지, 이선제에게 이 일에 대한 감독을 맡겼다. 실제 작업은 신숙주, 최항, 박팽년, 이석형, 김예몽, 하위지, 양성, 유성원, 이효장, 이문형 등 당대의 최고 문관들이 참여하였다.
1451년(문종 1년) 최종적으로 《고려사》를 편찬하였다. 세가 46권, 지 39권, 연표 2권, 열전 50권, 목록 2권으로 구성하였다. 1452년(문종 2년)에는 김종서가 《고려사》를 요약하여 만든 《고려사절요》 35권을 만들었고, 1454년(단종 2년) 《고려사》 간행에 착수하였다.
체제는 사마천(司馬遷)의 《사기(史記)》를 본떠 세가(世家) · 지(志) · 표(表) · 열전(列傳)의 항목으로 나누어 기전체로 서술하였다.

## 고려사 판본

### 을해자 번각본
동아대학교박물관 소장 《고려사》는 총 139권75책으로 된 완질본으로 보존 상태는 완벽에 가까운 매우 좋은 상태이다. 이 판본은 1482년(성종 13년)에 인출된 것으로 추정되는 을해자본(乙亥字本)을 1613년(광해군 5년)에 번각한 목판본이다. 인출 시기는 동일한 판본의 초쇄본으로 추정되는 규장각 소장의 태백산사고본과 대조해 본 결과, 자면(字面)이나 계선(界線)에서 나뭇결이나 터짐 현상 혹은 탈락 현상이 더 많이 나타나는 것으로 보아 규장각 소장본보다 후쇄본임을 알 수 있다.
이 책은 총 75책 139권의 거질(巨帙)임에도 불구하고 낙질이 전혀 없을 뿐 아니라 상태도 완벽에 가까울 정도로 잘 보존되어 있다. 그리고 전래본 중 가장 일찍 인출된 것은 1482년(성종 13년)에 인출된 것으로 추정되는 을해자본이나, 을해자본은 완질본이 전해지지 않는다는 점, 을해자본 다음으로 간인된 이 판본의 완질본이 현재 4질 밖에 알려져 있지 않다는 점, 그 내용이 전해지는 사료가 부족하여 연구에 어려움을 겪고 있는 고려의 역사를 기록한 정사(正史)로서 사료적 가치와 학술적, 문화재적으로 가치가 높은 자료이기 때문에 부산광역시 지정 유형문화재 제104호로 지정되었다.

### 목판본
백련사 《고려사》는 목판본으로 모두 65책이다. 표지는 모두 개장되었으나, 인쇄 상태는 대체로 양호하며 파손된 부분은 거의 없다. 백련사 《고려사》는 65책이라는 결코 적지 않은 권질의 《고려사》라는 점에서 보존 가치가 있으며, 고려사 및 서지학 연구에 중요한 자료이다.

### 필사본 고려사
《고려사》의 필사본은 전질의 경우 규장각에 소장된 61책과 콜레주 드 프랑스에 소장된 71책이 알려져 있다.
2015년 2월 28일 한국 연세대학교에서 열린 열상고전연구회 제69차 정례학술발표회에서 영국 케임브리지 대학 도서관에 소장된 한국 전적 가운데 중국인 학자 필사한 고려사 전질(139권 19책)이 소장되어 있음을 발표하였다. 국외소재문화재재단 산하 '구한말 해외반출 조선시대 전적 현황 조사 연구' 조사단은 2014년 5월부터 10월까지 러시아 상트페테르부르크 국립대학교 도서관을 필두로 동방학연구소, 영국 케임브리지 대학 도서관에 소장된 한국 전적 2,000여 책을 조사하는 과정에서 이 전적을 확인하였다.
케임브리지 대학교 도서관에서 발견된 필사본 고려사는 괘선지에 해서체로 필사한 것으로, 중국 청나라의 금석학자 유희해(1793년~1852년)가 소장하였고 《해동금석원》을 펴는 데 참고한 것으로 알려졌으며, 금석학자 옹방강(1733년~1818년)의 아들인 옹수곤(1786년~1815년)과 장서가 고천리(1766년~1835년) 등의 손을 거쳐 주청영국공사이자 중국고서수집가였던 토마스 웨이드가 기증한 것으로 확인된다.

## 구성
《고려사》는 총 137권으로, 〈세가(世家)〉 46권 · 〈지(志)〉 39권 · 〈표(表)〉 2권 · 〈열전(列傳)〉 50권으로 구성되어 있다.

### 세가
| 세가(世家) | 세가(世家)   | 세가(世家)                       | 세가(世家)                                                                             |
| 권수       | 제목         | 비고                             | 연대                                                                                   |
| ---------- | ------------ | -------------------------------- | -------------------------------------------------------------------------------------- |
| 권1        | 세가 권 제1  | 태조 1                           | 태조 1년(918년) ~ 태조 13년(930년)                                                     |
| 권2        | 세가 권 제2  | 태조 2 혜종 · 정종 · 광종 · 경종 | 태조 14년(931년) ~ 경종 6년(981년)                                                     |
| 권3        | 세가 권 제3  | 성종 · 목종                      | 성종 즉위년(981년) ~ 목종 12년(1009년)                                                 |
| 권4        | 세가 권 제4  | 현종 1                           | 현종 즉위년(1009년) ~ 현종 13년(1022년)                                                |
| 권5        | 세가 권 제5  | 현종 2 덕종                      | 현종 14년(1023년) ~ 덕종 3년(1034년)                                                   |
| 권6        | 세가 권 제6  | 정종                             | 정종 즉위년(1034년) ~ 정종 12년(1046년)                                                |
| 권7        | 세가 권 제7  | 문종 1                           | 문종 즉위년(1046년) ~ 문종 10년(1056년)                                                |
| 권8        | 세가 권 제8  | 문종 2                           | 문종 11년(1057년) ~ 문종 25년(1071년)                                                  |
| 권9        | 세가 권 제9  | 문종 3 순종                      | 문종 26년(1072년) ~ 순종 즉위년(1083년)                                                |
| 권10       | 세가 권 제10 | 선종 · 헌종                      | 선종 즉위년(1083년) ~ 헌종 원년(1095년)                                                |
| 권11       | 세가 권 제11 | 숙종 1                           | 숙종 즉위년(1095년) ~ 숙종 7년(1102년)                                                 |
| 권12       | 세가 권 제12 | 숙종 2 예종 1                    | 숙종 8년(1103년) ~ 예종 3년(1108년)                                                    |
| 권13       | 세가 권 제13 | 예종 2                           | 예종 4년(1109년) ~ 예종 9년(1114년)                                                    |
| 권14       | 세가 권 제14 | 예종 3                           | 예종 10년(1115년) ~ 예종 17년(1122년)                                                  |
| 권15       | 세가 권 제15 | 인종 1                           | 인종 즉위년(1122년) ~ 인종 6년(1128년)                                                 |
| 권16       | 세가 권 제16 | 인종 2                           | 인종 7년(1129년) ~ 인종 16년(1138년)                                                   |
| 권17       | 세가 권 제17 | 인종 3 의종 1                    | 인종 17년(1139년) ~ 의종 6년(1152년)                                                   |
| 권18       | 세가 권 제18 | 의종 2                           | 의종 7년(1153년) ~ 의종 22년(1168년)                                                   |
| 권19       | 세가 권 제19 | 의종 3 명종 1                    | 의종 23년(1169년) ~ 명종 8년(1178년)                                                   |
| 권20       | 세가 권 제20 | 명종 2                           | 명종 9년(1179년) ~ 명종 27년(1197년)                                                   |
| 권21       | 세가 권 제21 | 신종 · 희종 · 강종               | 신종 즉위년(1197년) ~ 강종 2년(1213년)                                                 |
| 권22       | 세가 권 제22 | 고종 1                           | 고종 즉위년(1213년) ~ 고종 17년(1230년)                                                |
| 권23       | 세가 권 제23 | 고종 2                           | 고종 18년(1231년) ~ 고종 37년(1250년)                                                  |
| 권24       | 세가 권 제24 | 고종 3                           | 고종 38년(1251년) ~ 고종 46년(1259년)                                                  |
| 권25       | 세가 권 제25 | 원종 1                           | 원종 즉위년(1259년) ~ 원종 4년(1263년)                                                 |
| 권26       | 세가 권 제26 | 원종 2                           | 원종 5년(1264년) ~ 원종 11년(1270년)                                                   |
| 권27       | 세가 권 제27 | 원종 3                           | 원종 12년(1271년) ~ 원종 15년(1274년)                                                  |
| 권28       | 세가 권 제28 | 충렬왕 1                         | 충렬왕 즉위년(1274년) ~ 충렬왕 4년(1278년)                                             |
| 권29       | 세가 권 제29 | 충렬왕 2                         | 충렬왕 5년(1279년) ~ 충렬왕 10년(1284년)                                               |
| 권30       | 세가 권 제30 | 충렬왕 3                         | 충렬왕 11년(1285년) ~ 충렬왕 19년(1293년)                                              |
| 권31       | 세가 권 제31 | 충렬왕 4                         | 충렬왕 20년(1294년) ~ 충렬왕 26년(1300년)                                              |
| 권32       | 세가 권 제32 | 충렬왕 5                         | 충렬왕 27년(1301년) ~ 충렬왕 34년(1308년)                                              |
| 권33       | 세가 권 제33 | 충선왕 1                         | 충선왕 즉위년(1298년) 충선왕 복위년(1308년) ~ 충선왕 2년(1310년)                       |
| 권34       | 세가 권 제34 | 충선왕 2 충숙왕 1                | 충선왕 3년(1311년) ~ 충숙왕 6년(1319년)                                                |
| 권35       | 세가 권 제35 | 충숙왕 2 · 충숙왕 (後)           | 충숙왕 7년(1320년) ~ 충숙왕 17년(1330년) 충숙왕 후1년(1332년) ~ 충숙왕 후8년(1339년)   |
| 권36       | 세가 권 제36 | 충혜왕 1 · 충혜왕 (後)           | 충혜왕 즉위년(1330년) ~ 충혜왕 2년(1332년) 충혜왕 후1년(1339년) ~ 충혜왕 후5년(1344년) |
| 권37       | 세가 권 제37 | 충목왕 · 충정왕                  | 충목왕 즉위년(1344년) ~ 충정왕 3년(1351년)                                             |
| 권38       | 세가 권 제38 | 공민왕 1                         | 공민왕 즉위년(1351년) ~ 공민왕 4년(1355년)                                             |
| 권39       | 세가 권 제39 | 공민왕 2                         | 공민왕 5년(1356년) ~ 공민왕 10년(1361년)                                               |
| 권40       | 세가 권 제40 | 공민왕 3                         | 공민왕 11년(1362년) ~ 공민왕 13년(1364년)                                              |
| 권41       | 세가 권 제41 | 공민왕 4                         | 공민왕 14년(1365년) ~ 공민왕 18년(1369년)                                              |
| 권42       | 세가 권 제42 | 공민왕 5                         | 공민왕 19년(1370년)                                                                    |
| 권43       | 세가 권 제43 | 공민왕 6                         | 공민왕 20년(1371년) ~ 공민왕 21년(1372년)                                              |
| 권44       | 세가 권 제44 | 공민왕 7                         | 공민왕 22년(1373년) ~ 공민왕 23년(1374년)                                              |
| 권45       | 세가 권 제45 | 공양왕 1                         | 공양왕 원년(1389년) ~ 공양왕 2년(1390년)                                               |
| 권46       | 세가 권 제46 | 공양왕 2                         | 공양왕 3년(1391년) ~ 공양왕 4년(1392년)                                                |

#### 〈세가〉의 특징
《고려사》 〈세가(世家)〉는 태조부터 공양왕에 이르기까지의 역대 국왕의 연대기를 다루고 있다.
- 《고려사》 〈세가〉의 연대표기는 유년칭원법(踰年稱元法)에 입각하여, 국왕이 즉위한 해는 즉위년이라 두고, 그 이듬해를 정식 원년으로 삼았다. 다만 〈태조세가〉 · 〈공양왕세가〉에서는 즉위년을 칭하지 않았다.
- 〈충렬왕세가〉에서는 충렬왕이 충선왕에게 양위한 8개월 간(1298년 1월~7월)의 기록이 공백처리되었다. 이 공백처리된 부분은 〈충선왕세가〉에 수록되었다.
- 〈충선왕세가〉에서는 충선왕이 충렬왕에게 양위를 받았던 8개월 간(1298년 1월~8월)의 기록이 수록되었으나, 다시 폐위되어 복위하기까지의 공백기간(1298년 9월~1308년 6월)은 〈충렬왕세가〉에 수록되었다.
- 〈충숙왕세가〉에서는 충숙왕이 처음 왕위에 올랐던 시기(1313년 1월~1330년 7월)의 기록을 먼저 서술한 후, 복위한 후의 기록(1332년 2월~1339년 3월)은 이전의 재위기간과 구분하여 연도를 후년(後年)이라 표기하였다. 중간의 공백기간은 〈충혜왕세가〉에 수록되었다.
- 〈충혜왕세가〉에서는 충혜왕이 처음 왕위에 올랐던 시기(1330년 7월~1332년 2월)의 기록을 먼저 서술한 후, 복위한 후의 기록(1339년 4월~1344년 1월)은 이전의 재위기간과 구분하여 연도를 후년(後年)이라 표기하였다. 중간의 공백기간은 〈충숙왕세가〉에 수록되었다.

- 제32대 우왕(1374년~1388년) · 제33대 창왕(1388년~1389년)은 《고려사》 찬자들에 의하여 공민왕의 적통이 아니라, 승려 신돈의 자식으로서 국왕을 참칭한 것으로 간주되어 〈세가〉에서 제외되었다. 때문에 우왕 · 창왕의 연대기는 〈열전〉 46~50권에 수록되었고, 이름은 신우(辛禑) · 신창(辛昌)으로 표기되었다.

### 지
| 지(志) | 지(志)            | 지(志) |
| 권수   | 제목              | 비고 |
| ------ | ----------------- | --- |
| 권47   | 지 권 제1 천문 1  | - 천문(天文) 서문 - 일박식 · 훈 · 이 · 일변 - 달과 오성의 침범과 별의 변동 (태조 ~ 인종) |
| 권48   | 지 권 제2 천문 2  | - 달과 오성의 침범과 별의 변동 (의종 ~ 원종) |
| 권49   | 지 권 제3 천문 3  | - 달과 오성의 침범과 별의 변동 (충렬왕 ~ 공양왕) |
| 권50   | 지 권 제4 역 1    | - 역(曆) 서문 - 선명력 : (추보술 : 기삭 · 발렴 · 일전 · 월리 · 구루 · 교회 · 오성) |
| 권51   | 지 권 제5 역 2    | - 수시력경 상(上) : (추보법 : 기삭 · 발렴 · 일전 · 월리 · 중성 · 교회) |
| 권52   | 지 권 제6 역 3    | - 수시력경 하(下) : (오성 추보법 · 수시력 입성) |
| 권53   | 지 권 제7 오행 1  | - 오행(五行) 서문 - 수행(水行) - 화행(火行) |
| 권54   | 지 권 제8 오행 2  | - 목행(木行) - 금행(金行) |
| 권55   | 지 권 제9 오행 3  | - 토행(土行) |
| 권56   | 지 권 제10 지리 1 | - 지리(地理) 서문 |
| 권56   | 지 권 제10 지리 1 | 왕경 개성부 - 개성현 · 우봉군 · 정주 · 덕수현 · 강음현 · 장단현 · 임강현 토산현 · 임진현 · 송림현 · 마전현 · 적성현 · 파평현 양광도 - 남경유수관 양주 : 교하군 · 견주 · 포주 · 행주 · 봉성현 · 고봉현 · 심악현 · 풍양현 · 사천현 - 안남도호부 수주(樹州) : 금주 · 동성현 · 통진현 · 공암현 · 김포현 · 수안현 - 인주 : 당성군 · 재양현 - 수주(水州) : 안산현 · 영신현 · 쌍부현 · 용성현 · 정송현 · 진위현 · 양성현 - 강화현 : 진강현 · 하음현 · 교동현 - 광주목 : 천녕군 · 이천군 · 죽주 · 과주 · 지평현 · 용구현 · 양근현 - 충주목 : 괴주 · 장연현 · 장풍현 · 음죽현 · 음성현 · 청풍현 - 원주 : 영월군 · 제주 · 평창현 · 단산현 · 영춘현 · 주천현 · 황려현 - 청주목 : 연산군 · 목주 · 진주 · 전의현 · 청천현 · 도안현 · 청당현 · 연기현 · 회인현 - 공주 : 덕은군 · 회덕군 · 부여군 · 연산군 · 시진현 · 덕진현 진잠현 · 유성현 · 석성현 · 정산현 · 이산현 · 신풍현 - 홍주 : 혜성군 · 대흥군 · 결성군 · 고구현 · 보령현 · 흥양현 · 청양현 신평현 · 덕풍현 · 이산현 · 당진현 · 여미현 · 여양현 · 정해현 - 천안부 : 온수군 · 아주 · 신창현 · 풍세현 · 평택현 · 예산현 · 직산현 · 안성현 - 가림현 : 서림군 · 비인현 · 홍산현 · 남포현 · 한산현 - 부성현 : 지곡현 · 소태현 |
| 권57   | 지 권 제11 지리 2 | 경상도 - 동경유수관 경주 : 흥해군 · 장산군 · 수성군 · 영주 · 안강현 · 신녕현 · 자인현 하양현 · 청하현 · 연일현 · 해안현 · 신광현 · 기계현 · 장기현 - 울주 : 동래현 · 언양현 - 예주 : 보성부 · 영양군 · 평해군 · 영덕군 · 청부현 · 송생현 - 금주 : 의안군 · 함안군 · 칠원현 · 웅신현 · 합포현 - 양주 : 동평현 · 기장현 - 밀성군 : 창녕군 · 청도군 · 현풍현 · 계성현 · 영산현 · 풍각현 - 진주목 : 강성군 · 하동군 · 사주 · 악양현 · 영선현 · 진해현 · 곤명현 · 반성현 · 의령현 - 합주 : 가수현 · 삼기현 · 산음현 · 단계현 · 가조현 · 감음현 이안현 · 신번현 · 야로현 · 초계현 · 거창현 · 함양현 - 고성현 - 남해현 : 난포현 · 평산현 - 거제현 : 아주현 · 송변현 · 명진현 - 상주목 : 문경군 · 용궁군 · 개령군 · 보령군 · 함창군 · 영동군 · 해평군 · 청산현 산양현 · 화령군 · 공성현 · 단밀현 · 비옥현 · 안정현 · 중모현 · 호계현 어모현 · 다인현 · 청리현 · 가은현 · 일선현 · 군위현 · 효령현 · 부계현 - 경산부 : 고령군 · 약목현 · 인동현 · 지례현 · 가리현 · 팔거현 · 금산현 · 황간현 관성현 · 안읍현 · 양산현 · 이산현 · 대구현 · 화원현 · 하빈현 - 안동부 : 임하군 · 예안군 · 의흥군 · 일직현 · 은풍현 · 감천현 · 봉화현 안덕현 · 풍산현 · 기주현 · 흥주 · 순안현 · 의성현 · 기양현 전라도 - 전주목 : 금마군 · 낭산현 · 옥야현 · 진안현 · 우주현 · 고산현 운제현 · 마령현 · 여량현 · 이성(利城)현 · 이성(伊城)현 · 함열현 - 남원부 : 임실군 · 순창군 · 장계현 · 적성현 · 거령현 · 구고현 · 장수현 · 운봉현 · 구례현 - 고부군 : 보안현 · 부령현 · 정읍현 · 대산군 · 인의현 · 상질현 · 고창현 - 임피현 : 회미현 · 부윤현 · 옥구현 · 만경현 - 진례현 : 부리현 · 청거현 · 주계현 · 무풍현 · 진동현 - 김제현 : 평고현 - 금구현 : 거야현 - 나주목 : 무안군 · 담양군 · 곡성군 · 낙안군 · 남평군 · 철야현 · 회진현 · 반남현 안로현 · 복룡현 · 원율현 · 여황현 · 창평현 · 장산현 · 진원현 · 화순현 - 장흥부 : 수령현 · 회령현 · 장택현 · 탐진현 - 영광군 : 압해군 · 장성군 · 삼계현 · 육창현 · 해제현 · 모평현 · 함풍현 · 임치현 · 장사현 · 무송현 - 영암군 : 황원군 · 도강군 · 곤미현 · 해남현 · 죽산현 - 보성군 : 동복현 · 복성현 · 조양현 · 남양현 · 옥과현 · 태강현 · 두원현 - 승평군 : 부유현 · 돌산현 · 여수현 · 광양현 - 해양현 - 진도현 : 가흥현 · 임회현 - 능성현 - 탐라현 |
| 권58   | 지 권 제12 지리 3 | 교주도 - 교주 : 장양군 · 금성군 · 남곡현 · 통구현 · 기성현 · 화천현 - 춘주 : 가평군 · 낭천군 · 기린현 · 조종현 · 인제현 · 횡천현 홍천현 · 문등현 · 방산현 · 서화현 · 양구현 - 동주 : 김화군 · 삭녕현 · 평강현 · 장주현 · 승령현 · 이천현 · 안협현 · 동음현 서해도 - 안서대도호부 해주 : 염주 · 백주 · 안주 - 풍주 : 안악군 · 유주 · 은율현 · 청송현 · 가화현 · 영녕현 - 옹진현 : 장연현 · 영강현 - 백령진 - 황주목 : 봉주 · 신주 · 토산현 - 평주 : 동주 - 곡주 : 신은현 · 협계현 · 수안현 동계 - 안변도호부 등주 : 서곡현 · 문산현 · 위산현 · 익곡현 · 파천현 · 학포현 · 상음현 - 화주 · 고주 · 의주 · 문주 · 장주 · 정주 · 예주 · 덕주 - 원흥진 · 영인진 · 요덕진 · 장평진 · 용진진 · 영흥진 · 정변진 · 운림진 · 영풍진 · 애수진 - 진명현 - 명주 : 우계현 · 정선현 · 연곡현 - 금양현 : 임도현 · 운암현 · 벽산현 - 흡곡현 - 고성현 : 환가현 · 안창현 - 간성현 : 열산현 - 익령현 : 동산현 - 삼척현 - 울진현 - 함주대도독부 - 영주 · 웅주 · 길주 · 복주 - 공험진 · 통태진 · 평융진 · 숭녕진 · 진양진 · 선화진 - 북청주부 - 갑주부 북계 - 서경유수관 평양부 : 강동현 · 강서현 · 중화현 · 순화현 - 안북대도호부 영주 - 구주 · 선주 · 용주 · 정주 · 인주 · 의주 · 삭주 · 창주 · 운주 · 연주 · 박주 · 가주 · 곽주 철주 · 영주 · 맹주 · 덕주 · 무주 · 순주 · 위주 · 태주 · 성주 · 은주 · 숙주 · 자주 · 수주 - 영덕진 · 위원진 · 정융진 · 영삭진 · 안의진 · 청새진 평로진 · 영원진 · 조양진 · 양암진 · 수덕진 · 안융진 - 통해현 · 영청현 · 함종현 · 용강현 · 삼화현 · 삼등현 - 강계부 - 이성부 |
| 권59   | 지 권 제13 예 1   | - 예(禮) 서문 |
| 권59   | 지 권 제13 예 1   | 길례대사 - 원구 - 방택 - 사직 |
| 권60   | 지 권 제14 예 2   | 길례대사 - 태묘 |
| 권61   | 지 권 제15 예 3   | 길례대사 - 태묘 - 별묘 - 경령전 - 제릉 |
| 권62   | 지 권 제16 예 4   | 길례중사 - 적전 - 선잠 - 문선왕의 묘 |
| 권63   | 지 권 제17 예 5   | 길례소사 - 풍사 · 우사 · 뇌신 · 영성 - 마조 - 선목 · 마사 · 마보 - 사한 - 여러 주현(州縣)의 문선왕묘 - 대부(大夫)와 사(士) 및 서인(庶人)의 제례 - 기타 각종의 제사 |
| 권64   | 지 권 제18 예 6   | 흉례 - 국상 - 조위(弔慰)의 의례 - 태묘에 합사하는 의례 - 중국 사신이 제사를 지내고 부의하고 조문할 때의 의례 - 선왕의 기일에 진전에서 잔을 올릴 때의 의식 - 상국에서 국상이 났을 때의 의례 - 이웃나라에서 국상이 났을 때 의례 - 신하들의 상이 났을 때 의례 - 다섯 종류 상복에 관한 제도 - 백관들의 기일 휴가에 관한 규정 - 중형에 대한 처결을 보고하는 의례 군례 - 장수를 출정시키는 의례 - 회군을 맞이하는 의례 - 일식과 월식을 멈추게 하는 의례 - 12월에 역귀를 물리치는 의례 |
| 권65   | 지 권 제19 예 7   | 빈례 - 북조에서 조서를 휴대하고 오는 사신을 맞는 의례 - 북조의 기복고칙사를 맞이하는 의례 - 명나라에서 조서를 휴대하고 오는 사신을 맞이하는 의례 - 명나라의 사로사(賜勞使)를 맞이하는 의례 - 조칙을 휴대하지 않고 온 명나라의 사신을 맞이하는 의례 가례 - 태후를 책봉하는 의례 - 왕비를 책봉하는 의례 - 원자의 탄생을 하례하는 의례 |
| 권66   | 지 권 제20 예 8   | 가례 - 왕태자를 책봉하는 의례 - 왕태자의 칭호를 정하고 태자부를 설치하며 행하는 의례 - 왕태자의 관례를 행하는 의례 - 왕태자가 태자비를 맞이하는 의례 |
| 권67   | 지 권 제21 예 9   | 가례 - 왕자와 왕희를 책봉하는 의례 - 공주의 혼인 의례 - 명나라에 표전을 보내는 의례 - 정월 초하루, 동짓날 및 중국 임금의 생일에 망궐하고 하례하는 의례 - 정월 초하루, 동짓날, 기타 명절날에 하례하는 의례 - 정월 초하루 잔치의 의례 - 왕태자가 정월 초하루와 동짓날에 백관의 하례를 받는 의례 - 왕태자가 명절날에 동궁 관료들의 하례를 받고 잔치를 열어주는 의례 - 인일에 하례하는 의례 - 입춘 때 하례하는 의례 - 첫눈이 내리는 것을 하례하는 의례 - 유지를 내린 것을 하례하는 의례 - 한 달에 세 번 거행하는 조회의 의례 - 국왕이 친히 원구에서 제사한 후 재궁에서 하례를 받는 의례 |
| 권68   | 지 권 제22 예 10  | 가례 - 대관전에서 신하들에게 연회를 베푸는 의례 - 국왕이 노인들을 위한 잔치를 베푸는 의례 - 선마(宣麻) 의례 - 동당감시의 급제자를 발표하는 의례 - 의봉문에서 사면 조서를 선포하는 의례 - 국왕이 원구에서 친히 제사를 지낸 후 사면을 베푸는 의례 - 조정과 재야에서 두루 행하는 의례 - 재신과 추밀이 제왕을 알현하는 의례 - 양부의 재신과 추밀들이 합좌하는 의례 - 6관제조(六官諸曹)의 관리가 서로 알현하는 의례 - 각 도감(都監)과 각색(各色)의 관원들이 회동할 때의 의례 - 참상(叅上) · 참외(叅外) · 인리(人吏) · 장고(掌固)가 재추를 알현하는 의례 인리 · 장고가 참상·참외를 알현하는 의례 - 문무 원장(員將)에게 인리(人吏)가 문안 인사를 올리는 의례 - 국왕이 옥사(獄事)를 살피는 날 대성(臺省)과 내시(內侍)가 행동하는 의례 - 안찰사 · 별함(別銜) 및 지방관이 국왕의 행차를 맞이하는 의례 - 지방관이 국왕의 조서를 영접하는 의례 - 지방관이 국왕의 안부를 묻는 의례 - 새로 급제한 진사가 영친(榮親)하는 의례 - 지방관이 부임하는 의례 - 3품 사신(使臣)과 안찰사가 회동하는 의례 - 안렴사와 여러 별함(別銜)들이 서로 회동하는 의례 - 병마사와 군관이 절하고 앉는 의례 - 북계 영주(營主)와 부사(副使) 및 막하 관원이 회동하는 의례 - 양계 병마사 청사에서 행하는 의례 - 지방의 성상녹사(城上錄事)가 재신을 알현할 때와 지방관이 재신을 영접할 때의 의례 - 각 도의 계점사와 중호 · 평리 · 윤사가 회동하는 의례 - 평양부윤이 관찰사를 영접하는 의례 - 목(牧)·도호(都護)·지주(知州)의 관원이 동석하는 의례 - 지방관이 병마사를 영접하는 의례 및 병마사와 지방관이 함명 재추를 영접하는 의례 - 승진한 지방관이 국왕을 향해 멀리서 사례하는 의례 - 직함을 받은 서경(西京)의 관료가 국왕을 향해 멀리서 사례하는 의례 - 방어원장이 안렴사나 참상관을 알현하는 의례 |
| 권69   | 지 권 제23 예 11  | 가례잡의 - 상원 연등회의 의례 - 겨울 11월에 거행하는 팔관회의 의례 |
| 권70   | 지 권 제24 악 1   | - 악(樂) 서문 |
| 권70   | 지 권 제24 악 1   | 아악 - 국왕이 몸소 제사를 올릴 때의 등가(登歌)와 헌가(軒架) - 유사가 일을 대행할 때의 등가와 헌가 - 등가의 악기 - 헌가의 악기 - 등가와 헌가에서 음악을 질주(迭奏)하는 절도(節度) - 헌가의 음 악을 독주(獨奏)하는 절도 - 태묘의 악장 - 송나라에서 새로 악기를 내려주다 - 고취악(鼓吹樂)을 쓰는 절도 |
| 권71   | 지 권 제25 악 2   | 당악 - 악기 · 헌선도 · 수연장 · 오양선 · 포구락 · 연화대 · 석노교 · 만년환 · 억취소 · 낙양춘 월화청 · 전화지 · 감황은 · 취태평 · 하운봉 · 취봉래 · 황하청 · 환궁악 · 청평악 · 여자단 수룡음 · 경배악 · 태평년 · 금전악 · 안평악 · 애월야면지 · 석화춘조기 · 제대춘 · 천추세 풍중류 · 한궁춘 · 화심동 · 우림령 · 행향자 · 우중화 · 영춘악 · 낭도사 · 어가행 · 서강월 유월궁 · 소년유 · 계지향 · 경금지 · 백보장 · 만조환 · 천하락 · 감은다 · 임강선 · 해패 속악 - 악기 · 무고 · 동동 · 무애 · 서경 · 대동강 · 오관산 · 양주 · 월정화 · 장단 · 정산 벌곡조 · 원흥 · 금강성 · 장생포 · 총석정 · 거사련 · 처용 · 사리화 · 장암 · 제위보 · 안동자청 송산 · 예성강 · 동백목 · 한송정 · 정과정 · 풍입송 · 야심사 · 한림별곡 · 삼장 · 사룡 · 자하동 - 삼국 속악 (신라 · 백제 · 고구려) - 속악을 쓰는 절도 |
| 권72   | 지 권 제26 여복 1 | - 여복(輿服) 서문 |
| 권72   | 지 권 제26 여복 1 | 관복 - 왕의 관복 - 제복(祭服) - 시조지복 - 왕비의 관복 - 왕세자의 관복 - 백관의 제복 - 조복(朝服) - 공복(公服) - 장리의 공복 - 관복의 일반적인 제도 수레 - 왕이 타는 수레 - 왕세자가 타는 수레 - 명부(命婦)가 타는 수레 인장 - 왕이 쓰는 인장 - 왕세자가 쓰는 인장 - 아문(衙門)들에서 쓰는 인장 - 부험(符驗) 의위 - 조회의 의장 - 법가의 위장 - 연등행사 때의 위장 - 팔관회 때의 위장 - 왕이 서경과 남경을 순행할 때의 위장 - 서경과 남경을 순행하고 돌아오는 어가를 영접할 때의 위장 - 사면령을 선포할 때의 의장 노부 - 법가노부 - 연등행사 때의 노부 - 팔관회 때의 노부 - 서경과 남경을 순행하고 궁궐로 돌아오는 어가를 영접할 때의 노부 - 사면령을 선포할 때의 노부 - 소가의 노부 - 왕태자의 노부 - 백관의 의종 - 외관의 아종 |
| 권73   | 지 권 제27 선거 1 | - 선거(選擧) 서문 |
| 권73   | 지 권 제27 선거 1 | 과목 1 - 선장 |
| 권74   | 지 권 제28 선거 2 | 과목 2 - 시관 - 급제자를 우대하고 학문을 권장하는 전례 - 국왕이 은혜를 베푼 사례 - 제과 - 무과 - 국자감시 - 국자시의 시험관 - 국자시의 정원 - 승보시 학교 - 사학 |
| 권75   | 지 권 제29 선거 3 | 인사 관리 - 선법 - 천거제도 - 고과하는 법식 - 지방 수령의 선발과 등용 - 감사의 선발과 기용 - 환관의 직제 - 관직의 제한 - 음서 - 조종 후손들의 서용 - 공신 자손의 서용 - 봉증제도 - 첨설직 - 역관의 제도 - 육작의 제도 - 성중관을 선발해 임용하는 제도 - 사심관 - 기인 - 향직 |
| 권76   | 지 권 제30 백관 1 | - 백관(百官) 서문 |
| 권76   | 지 권 제30 백관 1 | 문하부 - 판문하 - 시중 - 찬성사 · 평리 · 정당문학 · 지문하부사 · 상시 · 직문하 · 사의대부 · 급사중 · 사인 기거주 · 기거랑 · 기거사인 · 헌납 · 정언 · 녹사 · 주서 · 전무령 · 수령관 · 연속 상서성 - 이조 · 병조 · 호조 · 형조 · 예조 · 공조 - 고공사 - 3사3공 - 삼사 - 밀직사 · 자정원 - 사헌부 · 개성부 · 예문관 · 춘추관 · 보문각 · 제관전학사 · 성균관 · 통례문 - 전교시 · 전의시 · 종부시 · 위위시 · 사복시 · 예빈시 · 전농시 · 내부시 소부시 · 군자시 · 선공시 · 사재시 · 사수시 · 군기시 · 전의시 - 서운관 · 통문관 · 도관 |
| 권77   | 지 권 제31 백관 2 | 제사도감각색 - 도평의사사 - 식목도감 - 삼군도총제부 - 순군만호부 - 상서사 · 인부랑 · 승지방 - 침원서 · 제릉서 · 사온서 · 사선서 · 봉의서 · 장복서 · 사설서 · 봉거서 · 공조서 경시서 · 선관서 · 장야서 · 도교서 · 전악서 · 내원서 · 공역서 · 전구서 · 장생서 도염서 · 잡직서 · 사의서 · 수궁서 · 전옥서 · 대창서 · 대영서 · 자섬사 - 풍저창 · 광흥창 · 의염창 · 상적창 - 요물고 · 의영고 · 장흥고 · 상만고 · 내고 · 내방고 · 덕천고 보흥고 · 전해고 · 가각고 · 혜제고 · 의제고 · 보원해전고 - 대청관 · 오부 · 연경궁제거사 · 액정국 · 내시부 · 내직 - 종실의 제군 : 성이 다른 제군 - 동궁관 - 제비주부 : 제왕자부 도감 - 회의도감 · 영송도감 · 사면도감 · 산정도감 · 창고도감 · 행랑도감 · 급전도감 · 제기도감 · 노부도감 · 정포도감 궁궐도감 · 구제도감 · 액호도감 · 평두량도감 · 별례기은도감 · 산천비보도감 · 수양장도감 · 오가도감 융기도감 · 교정도감 · 구급도감 · 행종도감 · 전민변정도감 · 전함병량도감 · 전함조성도 · 방고감전별감 제주도루인물추쇄색 · 과부처녀추고별감 · 농무도감 · 연등도감 · 인물추고도감 · 제영부완호도감 경사교수도감 · 찰리변위도감 · 화자거집전민추고도감 · 반전도감 · 이학도감 · 정치도감 · 해아도감 · 영복도감 홍복도감 · 흥복도감-전보도감-숭복도감 · 예의추정도감 · 쇄권도감 · 흥왕도감 · 습사도감 · 금살도감 형인추정도감 · 이학도감 · 공판도감 · 도총도감 · 화통도감 · 삼소조성도감 · 절급도감 · 무예도감 · 한문도감 기타 - 전목사 · 팔관보 · 구복원 · 내장택 - 도재고 · 도제고 · 봉선고 · 내궁전고 - 복두점 · 취선점 · 경선점 · 서적점 - 동·서대비원 · 제위보 · 혜민국 - 동서재장 · 예의상정소 · 도염원 · 광군사 · 관현방 · 가구소 · 양현고 · 선군 · 응방 · 내승 · 십학 - 정사색 · 포마차자색 · 추쇄색 · 녹전봉상색 · 추징색 · 점우색 · 별주색-별안색 · 세자조현색 - 제궁전관 · 제릉직 · 제진전직 · 제관직 · 제단직 · 제신묘직 · 제목감직 · 제요직 · 제정원직 - 서반 · 외직 · 훈 · 작 · 문산계 · 무산계 |
| 권78   | 지 권 제32 식화 1 | - 식화(食貨) 서문 |
| 권78   | 지 권 제32 식화 1 | 전제(토지제도) - 경리 - 전시과 - 공음전시 - 공해전시 - 녹과전 - 답험손실 - 조세 - 공부 |
| 권79   | 지 권 제33 식화 2 | - 호구 · 농상 · 화폐 · 염법 · 과렴 · 차대 · 조운 |
| 권80   | 지 권 제34 식화 3 | 녹봉 - 비주의 녹봉 - 종실의 녹봉 - 문무반록 - 권무관의 녹봉 - 동궁관의 녹봉 - 치사관의 녹봉 - 서경관의 녹봉 - 지방관리의 녹봉 - 주와 진의 장상과 장교의 녹봉 - 잡별사 - 여러 아문의 공장에 대한 별사 상평-의창 진휼 - 사은과 사면 제도 - 재해를 입었을 때 감면하는 제도 - 홀아비 · 과부 · 고아 · 독거노인 등에 대한 진대의 제도 - 가뭄과 홍수 및 전염병 피해자들에 대한 진대제도 - 납속보관의 제도 |
| 권81   | 지 권 제35 병 1   | - 병(兵) 서문 |
| 권81   | 지 권 제35 병 1   | 병제 - 2군 - 6위 - 제부 - 별호제반 - 오군 |
| 권82   | 지 권 제36 병 2   | - 숙위 · 진수 · 참역 · 마정 · 성보 · 둔전 |
| 권83   | 지 권 제37 병 3   | - 간수군 · 위숙군 · 검점군 · 주현군 · 선군 · 공역군 |
| 권84   | 지 권 제38 형법 1 | - 형법(刑法) 서문 |
| 권84   | 지 권 제38 형법 1 | 명례 - 태형의 다섯 종류 - 장형의 다섯 종류 - 도형의 다섯 종류 - 유형의 세 종류 - 사형의 두 종류 - 형장의 규격 - 고한 - 형 집행의 금지 공식 - 상피 - 관리의 휴가 - 피마(避馬)에 관한 규정 - 공문서를 주고받는 규정 : 경관 · 외관 - 직제 · 간비 · 호혼 · 대악 · 살상 |
| 권85   | 지 권 제39 형법 2 | - 금령 · 도적 · 군율 · 휼형 · 소송 · 노비 |

### 표
| 표(表) | 표(表)    | 표(表) | 표(表)                                 |
| 권수   | 제목      | 비고 | 연대                                   |
| ------ | --------- | --- | -------------------------------------- |
| 권86   | 표 권 제1 | 태조 · 혜종 · 정종 · 광종 · 경종 · 성종 · 목종 · 현종 · 덕종 정종 · 문종 · 순종 · 선종 · 헌종 · 숙종 · 예종 · 인종 · 의종 | 태조 원년(918년) ~ 의종 24년(1170년)   |
| 권87   | 표 권 제2 | 명종 · 신종 · 희종 · 강종 · 고종 · 원종 충렬왕 · 충선왕 · 충숙왕 · 충혜왕 · 충목왕 · 충정왕 공민왕 · 신우 · 신창 · 공양왕 | 명종 원년(1171년) ~ 공양왕 4년(1392년) |

### 열전
| 열전(列傳) | 열전(列傳)                             | 열전(列傳) |
| 권수       | 제목                                   | 비고 |
| ---------- | -------------------------------------- | --- |
| 권88       | 열전 권 제1 후비 1                     | - 후비(后妃) 서문 |
| 권88       | 열전 권 제1 후비 1                     | 태조부터 원종까지의 후비 목록 - 태조 후비 : 신혜왕후 유씨 · 장화왕후 오씨 · 신명순성왕태후 유씨 · 신정왕태후 황보씨 · 신성왕태후 김씨 · 정덕왕후 유씨 헌목대부인 평씨 · 정목부인 왕씨 · 동양원부인 유씨 · 숙목부인 · 천안부원부인 임씨 · 흥복원부인 홍씨 후대량원부인 이씨 · 대명주원부인 왕씨 · 광주원부인 왕씨 · 소광주원부인 왕씨 · 동산원부인 박씨 예화부인 왕씨 · 대서원부인 김씨 · 소서원부인 김씨 · 서전원부인 · 신주원부인 강씨 · 월화원부인 소황주원부인 · 성무부인 박씨 · 의성부원부인 홍씨 · 월경원부인 박씨 · 몽양원부인 박씨 · 해량원부인 - 혜종 후비 : 의화왕후 임씨 · 후광주원부인 왕씨 · 청주원부인 김씨 · 궁인 애이주 - 정종 후비 : 문공왕후 박씨 · 문성왕후 박씨 · 청주남원부인 김씨 - 광종 후비 : 대목왕후 황보씨 · 경화궁부인 임씨 - 경종 후비 : 헌숙왕후 김씨 · 헌의왕후 유씨 · 헌애왕태후 황보씨 · 헌정왕후 황보씨 · 대명궁부인 유씨 - 성종 후비 : 문덕왕후 유씨 · 문화왕후 김씨 · 연창궁부인 최씨 - 목종 후비 : 선정왕후 유씨 · 요석택궁인 김씨 - 현종 후비 : 원정왕후 김씨 · 원화왕후 최씨 · 원성태후 김씨 · 원혜태후 김씨 · 원용왕후 유씨 · 원목왕후 서씨 · 원평왕후 김씨 원순숙비 김씨 · 원질귀비 왕씨 · 귀비 유씨 · 궁인 한씨 · 궁인 이씨 · 궁인 박씨 - 덕종 후비 : 경성왕후 김씨 · 경목현비 왕씨 · 효사왕후 김씨 · 궁인 이씨 · 궁인 유씨 - 정종 후비 : 용신왕후 한씨 · 용의왕후 한씨 · 용목왕후 이씨 · 용절덕비 김씨 · 연창궁주 노씨 - 문종 후비 : 인평왕후 김씨 · 인예순덕태후 이씨 · 인경현비 이씨 · 인절현비 이씨 · 인목덕비 김씨 - 순종 후비 : 정의왕후 왕씨 · 선희왕후 김씨 · 장경궁주 이씨 - 선종 후비 : 정신현비 이씨 · 사숙태후 이씨 · 원신궁주 이씨 - 숙종 후비 : 명의태후 유씨 - 예종 후비 : 경화왕후 이씨 · 문경태후 이씨 · 문정왕후 - 인종 후비 : 폐비 이씨 · 폐비 이씨 · 공예태후 임씨 · 선평왕후 김씨 - 의종 후비 : 장경왕후 김씨 · 장선왕후 최씨 - 명종 후비 : 광정태후 김씨 - 신종 후비 : 선정태후 김씨 - 희종 후비 : 성평왕후 임씨 - 강종 후비 : 사평왕후 이씨 · 원덕태후 유씨 - 고종 후비 : 안혜태후 유씨 - 원종 후비 : 순경태후 김씨 · 경창궁주 유씨 |
| 권89       | 열전 권 제2 후비 2                     | 충렬왕부터 공양왕까지의 후비 목록 - 충렬왕 후비 : 제국대장공주 · 정신부주 · 숙창원비 김씨 - 충선왕 후비 : 계국대장공주 · 의비 · 정비 · 순화원비 홍씨 · 조비 · 순비 허씨 - 충숙왕 후비 : 복국장공주 · 조국장공주 · 경화공주 · 명덕태후 홍씨 · 수비 권씨 - 충혜왕 후비 : 덕녕공주 · 희비 윤씨 · 화비 홍씨 · 은천옹주 임씨 - 공민왕 후비 : 휘의노국대장공주 · 혜비 이씨 · 익비 한씨 · 정비 안씨 · 신비 염씨 - 공양왕 후비 : 순비 노씨 |
| 권90       | 열전 권 제3 종실 1                     | - 종실(宗室) 서문 |
| 권90       | 열전 권 제3 종실 1                     | 태조부터 명종시대의 왕자 목록 - 태조 왕자 : 태자 왕태 · 문원대왕 왕정 · 증통국사 · 대종 왕욱(王旭) · 안종 왕욱(王郁) 왕위군 · 인애군 · 원장태자 · 조이군 · 수명태자 · 효목태자 왕의 · 효은태자 원녕태자 · 효성태자 왕주림 · 효지태자 · 태자 왕직 · 광주원군 · 효제태자 효명태자 · 법등군 · 자리군 · 의성부원대군 - 혜종 왕자 : 흥화궁군 · 태자 왕제 - 정종 왕자 : 경춘원군 - 광종 왕자 : 효화태자 - 현종 왕자 : 평양공 왕기 (왕진 · 왕영) · 검교태사 왕충 - 정종 왕자 : 애상군 왕방 · 낙랑후 왕경 · 개성후 왕개 - 문종 왕자 : 대각국사 왕후 · 상안공 왕수 · 도생승통 왕탱 · 금관후 왕비 · 변한후 왕음 · 낙랑후 왕침 · 총혜수좌 왕경 조선공 왕도 · 부여후 왕수 · 진한후 왕유 - 선종 왕자 : 한산후 왕윤 - 숙종 왕자 : 상당후 왕필 · 원명국사 징엄 · 대방공 왕보 · 대원공 왕효 · 제안공 왕서 · 통의후 왕교 - 인종 왕자 : 대령후 왕경 · 원경국사 충희 - 의종 왕자 : 효령태자 왕기 - 명종 왕자 : 왕선사 · 왕홍기 · 왕홍추 · 왕홍규 · 왕홍균 · 왕홍각 · 왕홍이 |
| 권91       | 열전 권 제4 종실 2 · 공주              | 신종부터 공양왕시대의 왕자 목록 - 신종 왕자 : 양양공 왕서 (왕위 · 왕병 · 왕인) - 희종 왕자 : 창원공 왕지 · 시령후 왕위 · 경원공 왕조 · 대선사 경지 · 충명국사 각응 - 고종 왕자 : 안경공 왕창 - 원종 왕자 : 시양후 왕이 · 순안공 왕종 - 충렬왕 왕자 : 강양공 왕자 (왕후 · 왕호 · 왕훈) · 소군 왕서 - 충선왕 왕자 : 세자 왕감 · 덕흥군 타스테무르 - 충숙왕 왕자 : 용산원자 - 충혜왕 왕자 : 석기 - 공양왕 왕자 : 세자 왕석 태조부터 공양왕시대의 공주 목록 - 태조 공주 : 안정숙의공주 · 흥방궁주 · 대목왕후 · 문혜왕후 · 선의왕후 · 공주 · 순안왕대비 · 공주 · 공주 - 혜종 공주 : 경화궁부인 · 정헌공주 · 명혜부인 - 정종 공주 : 공주 - 광종 공주 : 천추전부인 · 보화궁부인 · 문덕왕후 - 성종 공주 : 원정왕후 · 원화왕후 - 현종 공주 : 효정공주 · 천수전주 · 인평왕후 · 경숙공주 · 효사왕후 · 효경공주 · 경성왕후 · 아지 - 덕종 공주 : 상회공주 - 정종 공주 : 도애공주 - 문종 공주 : 적경궁주 · 보령궁주 - 선종 공주 : 경화왕후 · 공주 · 수안택주 - 숙종 공주 : 대령궁주 · 흥수궁주 · 안수궁주 · 복녕궁주 - 예종 공주 : 승덕공주 · 흥경공주 - 인종 공주 : 승경궁주 · 덕녕궁주 · 창락궁주 · 영화궁주 - 의종 공주 : 경덕궁주 · 안정궁주 · 화순궁주 - 명종 공주 : 연희궁주 · 수안궁주 - 신종 공주 : 효회공주 · 경녕궁주 - 희종 공주 : 안혜태후 · 영창공주 · 덕창궁주 · 가순궁주 · 정희궁주 - 강종 공주 : 수령궁주 - 고종 공주 : 수흥궁주 - 원종 공주 : 경안궁주 · 함녕궁주 - 충렬왕 공주 : 정녕원비 · 명순원비 - 충혜왕 공주 : 장녕공주 - 공양왕 공주 : 숙녕궁주 · 정신궁주 · 경화궁주 |
| 권92       | 열전 권 제5                            | 홍유 (附 : 배현경 · 신숭겸 · 복지겸) · 유금필 · 최응 최언위 (附 : 최광윤 · 최행귀 · 최광원) 왕유 (附 : 왕자지) · 박술희 · 최지몽 · 왕식렴 · 박수경 왕순식 (附 : 이총언 · 견금 · 윤선 · 흥달 · 선필 · 태평) · 공직 · 박영규 |
| 권93       | 열전 권 제6                            | 서필 · 최승로 (附 : 최제안) · 쌍기 · 최량 · 한언공 · 유방헌 · 김심언 · 최항 · 채충순 |
| 권94       | 열전 권 제7                            | 서희 (附 : 서눌 · 서공) · 유진 · 강감찬 · 최사위 황보유의 (附 : 장연우) · 양규 (附 : 양대춘) · 지채문 (附 : 지녹연) 하공진 · 김은부 · 주저 · 강민첨 · 곽원 · 왕가도 · 김맹 · 유소 윤징고 · 위수여 · 전공지 · 이주헌 · 이주좌 · 안소광 · 조지린 |
| 권95       | 열전 권 제8                            | 최충 (附 : 최유선 · 최사제 · 최약 · 최윤의) 이자연 (附 : 이자량 · 이자인 · 이혁유 · 이자현 · 이자덕 · 이예 · 이공수 · 이지저 · 이오 · 이광진) 박인량 (附 : 박경인 · 박경백 · 박경산) · 황주량 · 유신 · 왕총지 · 위계정 소태보 (附 : 왕국모 · 고의화) · 문정 · 정문 · 김원정 · 손관 · 최사량 · 김선석 임의 (附 : 임원후 · 임극충 · 임극정 · 임보 · 임유 · 임익 · 임항) · 김한충 |
| 권96       | 열전 권 제9                            | 최사추 · 김인존 · 윤관 (附 : 윤언이 · 윤인첨 · 윤세유 · 윤상계) · 오연총 |
| 권97       | 열전 권 제10                           | 김부일 (附 : 김부의) · 고령신 · 김황원 (附 : 이궤) · 곽상 (附 : 곽여) · 유재 (附 : 호종단 · 신안지) 김경용 (附 : 김인규) · 최홍사 · 한안인 · 이영 · 한충 · 임개 (附 : 유록숭) 김준 · 유인저 · 강증 · 허경 · 문관 · 정항 (附 : 정서) · 김극검 · 김약온 |
| 권98       | 열전 권 제11                           | 김부식 (附 : 김돈중 · 김군수) · 정습명 · 고조기 · 김정순 · 정극영 · 박정유 · 최사전 김향 · 최자성 · 김진 · 임완 · 최기우 · 김수자 · 최유 · 이숙 (附 : 이위) · 허재 |
| 권99       | 열전 권 제12                           | 양원준 · 최유정 (附 : 최당 · 최린 · 최선 · 최종준 · 최온 · 최문본 · 최평 · 최옹) 이공승 · 신숙 · 한문준 · 문극겸 유공권 (附 : 유택) · 조영인 · 왕세경 · 이순우 · 임민비 · 최척경 · 함유일 · 염신약 · 이지명 유응규 (附 : 유자량) · 현덕수 · 최균 (附 : 최보순 · 최윤개) · 김거공 · 한유한 |
| 권100      | 열전 권 제13                           | 두경승 · 우학유 · 노영순 · 조위총 · 방서란 · 박제검 · 기탁성 · 홍중방 경대승 · 진준 · 최세보 · 박순필 · 이영진 · 백임지 · 이준창 · 최충렬 정세유 (附 : 정숙첨 · 정안) · 정국검 (附 : 이유성) · 정방우 · 정언진 |
| 권101      | 열전 권 제14                           | 민영모 (附 : 민식) · 송저 · 김광중 (附 : 김체) · 안유발 · 최여해 · 최우정 · 왕규 차약송 (附 : 기홍수) · 정극온 · 유광식 · 권경중 김태서 (附 : 김약선 · 김미) · 문한경 (附 : 권세후 · 백돈명) · 노의수 · 김의원 |
| 권102      | 열전 권 제15                           | 금의 · 이규보 (附 : 이익배) · 유승단 · 김인경 (附 : 김승무) · 이공로 이인로 (附 : 오세재 · 조통 · 임춘) · 조문발 이순목 (附 : 이수) · 김창 · 송국첨 · 최자 (附 : 하천단) · 채송년 (附 : 채정) · 손변 · 권수평 이순효 (附 : 장순량) · 송언기 · 김수강 · 김지대 · 이장용 |
| 권103      | 열전 권 제16                           | 조충 (附 : 조변) · 김취려 (附 : 김문연 · 김변) · 이적 · 채정 · 박서 (附 : 송문주) 김경손 (附 : 김혼) · 최춘명 · 김희제 · 이자성 · 김윤후 · 김응덕 |
| 권104      | 열전 권 제17                           | 김방경 (附 : 김구용 · 김제안 · 김흔 · 김순 · 김영돈 · 김영후 · 김사형 · 박구) · 한희유 나열 (附 : 나익희) · 원충갑 · 김주정 (附 : 김심 · 김종연 · 김석견) |
| 권105      | 열전 권 제18                           | 유경 (附 : 유승 · 유돈 · 유만수) 허공 (附 : 허종 · 허관 · 허금 · 허부 · 허유) 홍자번 (附 : 홍승서 · 홍영통) · 정가신 안향 (附 : 안우기 · 안목) · 설공검 · 유천우 조인규 (附 : 조서 · 조연 · 조덕유 · 조린 · 조연수 · 조위) |
| 권106      | 열전 권 제19                           | 백문절(附 : 백이정) · 박항 · 곽예 · 주열 · 이주 (附 : 이행검) · 장일 · 김구 이승휴 (附 : 이연종) · 김훤 (附 : 김개물) · 정해 (附 : 정오 · 정포 · 정공권) 조간 · 심양 · 추적 (附 : 이인정 · 채우) · 김유성 (附 : 곽린) · 윤해 (附 : 윤택) 이영 · 엄수안 · 안전 · 최수항 · 박유 · 홍규 (附 : 홍융) |
| 권107      | 열전 권 제20                           | 한강 (附 : 한악 · 한수 · 한방신) · 원부 (附 : 원충 · 원호 · 원선지 · 원송수) · 김련 · 김부윤 · 정인경 권단 (附 : 권보 · 권준 · 권렴 · 권용 · 권적 · 권고 · 권화 · 권근) · 민지 (附 : 민상정) |
| 권108      | 열전 권 제21                           | 민종유 (附 : 민적 · 민사평 · 민변 · 민제) · 김지숙 (附 : 김인연) · 정선 · 이혼 최성지 (附 : 최문도) · 채홍철 · 김이 · 이인기 · 홍빈 · 조익청 · 배정지 · 손수경 |
| 권109      | 열전 권 제22                           | 박전지 · 오형 · 이진 · 윤신걸 (附 : 박효수) · 허유전 · 박충좌 · 윤선좌 이조년 (附 : 이승경) · 이곡 · 우탁 안축 (附 : 안종원 · 안보) · 최해 · 정항 · 이성 조렴 (附 : 왕백) · 이백겸 · 신군평 |
| 권110      | 열전 권 제23                           | 최유엄 · 김태현 (附 : 김광재) · 김륜 (附 : 김경직 · 김희조 · 김승구) 왕후 (附 : 왕중귀) · 한종유 · 이제현 (附 : 이달존 · 이보림) · 이능간 |
| 권111      | 열전 권 제24                           | 염제신 · 이암 (附 : 이강) · 홍언박 (附 : 홍사우 · 유연) · 유탁 · 경복흥 · 김속명 · 이자송 조돈 (附 : 조인옥) · 최재 · 송천봉 · 홍중선 · 김도 · 임박 · 문익점 |
| 권112      | 열전 권 제25                           | 이공수 · 유숙 (附 : 유실) · 이인복 · 백문보 · 전녹생 · 이존오 · 이달충 설손 (附 : 설장수) · 한복 · 이무방 · 정습인 · 하윤원 · 박상충 · 박의중 · 조운흘 |
| 권113      | 열전 권 제26                           | 안우 · 김득배 · 이방실 · 정세운 · 안우경 · 최영 · 정지 · 윤가관 · 김장수 |
| 권114      | 열전 권 제27                           | 윤환 · 이성서 · 이수산 (附 : 이념) · 이승로 · 황상 · 지용수 나세 · 김선치 · 전이도 · 구영검 · 오인택 · 김보 · 변광수 정지상 · 임군보 · 나흥유 · 목인길 · 김유 · 양백연 · 지용기 하을지 · 우인열 · 문달한 · 김주 · 최운해 |
| 권115      | 열전 권 제28                           | 이색 · 우현보 · 이숭인 |
| 권116      | 열전 권 제29                           | 심덕부 · 이림 · 왕강 · 박위 · 이두란 · 남은 |
| 권117      | 열전 권 제30                           | 정몽주 · 김진양 · 강회백 · 이첨 · 성석린 |
| 권118      | 열전 권 제31                           | 조준 |
| 권119      | 열전 권 제32                           | 정도전 |
| 권120      | 열전 권 제33                           | 윤소종 (附 : 윤회종) · 오사충 · 김자수 |
| 권121      | 열전 권 제34 양리 · 충의 · 효우 · 열녀 | - 양리 : 유석 · 왕해 · 김지석 · 최석 · 정운경 - 충의 : 홍관 · 고보준 · 정의 · 문대 · 조효립 · 정문감 - 효우 : 문충 · 석주 · 최루백 · 위초 · 서릉 · 김천 · 황수 · 정유 · 조희참 정신우 녀 정씨 · 손유 · 권거의 · 노준공 · 신사천 녀 신씨 · 윤구생 · 반전 · 군만 - 열녀 : 호수 처 유씨 · 현문혁 처 · 홍의 처 · 안천검 처 · 강화삼녀 · 정만 처 최씨 · 이동교 처 배씨 강호문 처 문씨 · 김언경 처 김씨 · 경덕의 처 안씨 · 이득인 처 이씨 · 권금 처 |
| 권122      | 열전 권 제35 방기 · 환자 · 혹리        | - 방기 : 김위제 · 이령 · 이상로 · 오윤부 · 설경성 - 환자 : 정함 · 백선연 · 최세연 · 이숙 · 임백안독고사 · 방신우 · 이대순 · 우산절 고용보 · 김현 · 안도치 · 신소봉 · 이득분 · 김사행 - 혹리 : 송길우 · 심우경 |
| 권123      | 열전 권 제36 폐행 1                    | 유행간 · 영의 · 김존중 · 정세신 · 백승현 · 강윤소 · 염승익 · 이분희 (附 : 이습) 권의 (附 : 채모 · 이덕손) · 임정기 (附 : 민훤) · 주인원 · 이영주 이지저 (附 : 고종수 · 김유 · 인후 (附 : 인승단) · 장순룡 (附 : 차신 · 노영) · 조윤통 |
| 권124      | 열전 권 제37 폐행 2                    | 윤수 (附 : 윤길보 · 송화) · 이정 (附 : 김문비 · 이병) · 원경 · 박의 · 박경량 전영보 · 강윤충 · 배전 · 민환 · 윤석 · 손기 · 정방길 (附 : 임중연 · 강융) 신청 (附 : 박청) · 왕삼석 (附 : 양재 · 조신경 · 최노성 · 윤현 · 안규) 최안도 (附 : 이의풍 · 김지경 · 이인길) · 노영서 (附 : 박양연 · 송명리) · 김흥경 · 반복해 · 신원필 |
| 권125      | 열전 권 제38 간신 1                    | 문공인 · 박승중 · 최홍재 · 최포칭 · 박훤 · 송분 · 왕유소 · 송방영 · 오잠 · 석주 김원상 · 유청신 · 권한공 · 채하중 · 신예 (附 : 전숙몽) · 이춘부 · 김원명 · 김횡 · 지윤 |
| 권126      | 열전 권 제39 간신 2                    | 이인임 · 임견미 · 염흥방 · 조민수 · 변안열 · 왕안덕 |
| 권127      | 열전 권 제40 반역 1                    | 환선길 · 이흔암 · 왕규 · 김치양 · 강조 · 이자의 · 이자겸 · 척준경 · 묘청 |
| 권128      | 열전 권 제41 반역 2                    | 정중부 (附 : 이광정 · 송유인) · 이의방 · 이의민 · 정방의 · 조원정 (附 : 석린) |
| 권129      | 열전 권 제42 반역 3                    | 최충헌 (附 : 최이 · 최항 · 최의) |
| 권130      | 열전 권 제43 반역 4                    | 한순 · 다지 · 흥복원 · 이현 · 조숙창 · 조휘 · 김준 · 임연 조이 (附 : 김유 · 이추) · 한홍보 · 우정 · 최탄 · 배중손 |
| 권131      | 열전 권 제44 반역 5                    | 조적 · 조일신 · 김용 · 기철 · 노책 · 권겸 · 최유 · 홍륜 · 김문현 · 김의 |
| 권132      | 열전 권 제45 반역 6                    | 신돈 |
| 권133      | 열전 권 제46 반역 7                    | 신우 1 |
| 권134      | 열전 권 제47 반역 8                    | 신우 2 |
| 권135      | 열전 권 제48 반역 9                    | 신우 3 |
| 권136      | 열전 권 제49 반역 10                   | 신우 4 |
| 권137      | 열전 권 제50 반역 11                   | 신우 5 |

## 평가 및 비판
《고려사》는 《고려사절요》와 함께 고려시대를 연구하는데 필요한 사료이기는 하지만, 여러 가지 면에서 비판받고 있다.

### 서술의 불공정함
- 우창비왕씨설의 정당화: 이성계 세력들이 폐가입진을 정당화하려고 만든 설인데, 《고려사》가 간행된 지 20여 년 밖에 지나지 않았음에도(1454년[단종 2년]에 간행되어 유포되었음) 1475년(성종 6년)에 경연에서 성종은 우왕은 신돈의 자식이 아니라고 말했고[9], 이는 현대 연구자도 마찬가지다.[10]
- 열전에서 인물 평가의 불공정함: 현대 연구자와 학자들은 류청신[11], 권한공[12], 변안렬[13] 등에서 인물 평가가 공정하지 않음을 지적한다.

### 오류와 누락
- 금석문이나 다른 문헌자료와의 연월일 차이: 묘지명, 개인 문집 등과 《고려사》를 비교해 보면 연월일이 적게는 하루부터(서공) 많게는 9년이나(대원공) 차이가 난다.
- 오탈자나 연문: 《고려사》 안에서 같은 사실을 전하는 문장을 비교해 보면 오탈자나 연문이 많다는 것을 알 수 있다.[14]
- 내용·연월일 오류 및 누락: 편찬하는 과정에서 틀린 부분들이 고쳐지지 않았고, 일부 사실들은 누락되기도 했으며, 심지어 일부 연도는 내용이 없다.[15]
- 인물의 누락: 묘지명이나 개인문집에만 나오고 《고려사》에 아예 나오지 않거나 드문드문 언급되는 인물들이 많다.[16]

## 국외로의 전래
고려사는 중국과 일본으로도 유입되었다. 청대 주이준의 《폭서정집》 권44에 '서고려사후'(書高麗史後)라고 하여 고려사를 읽고 난 뒤에 쓴 글이 실려 있어, 중국에도 《고려사》가 유입되었음을 확인할 수 있다.

## 참고 서적
- 《북역 고려사》, 고전연구실 엮음, 신서원, 1997년, ISBN 89-7940-007-1(구글 도서 검색)
- 《북역 고려사절요》, 민족문화추진회, 신서원, 2004년, ISBN 89-7940-046-2(국립중앙도서관)
- 《국역 고려사》 색인 세트, 동아대학교 석당학술원, 2011년, ISBN 978-89-499-0826-7(국립중앙도서관)
- 《국역 고려사》 지편 세트, 동아대학교 석당학술원, 2011년, ISBN 978-89-499-0825-0(국립중앙도서관)

## 같이 보기
- 삼국사기
- 고려사절요
- 동국통감
- 제왕운기
- 조선왕조실록